# Marcello Morandini

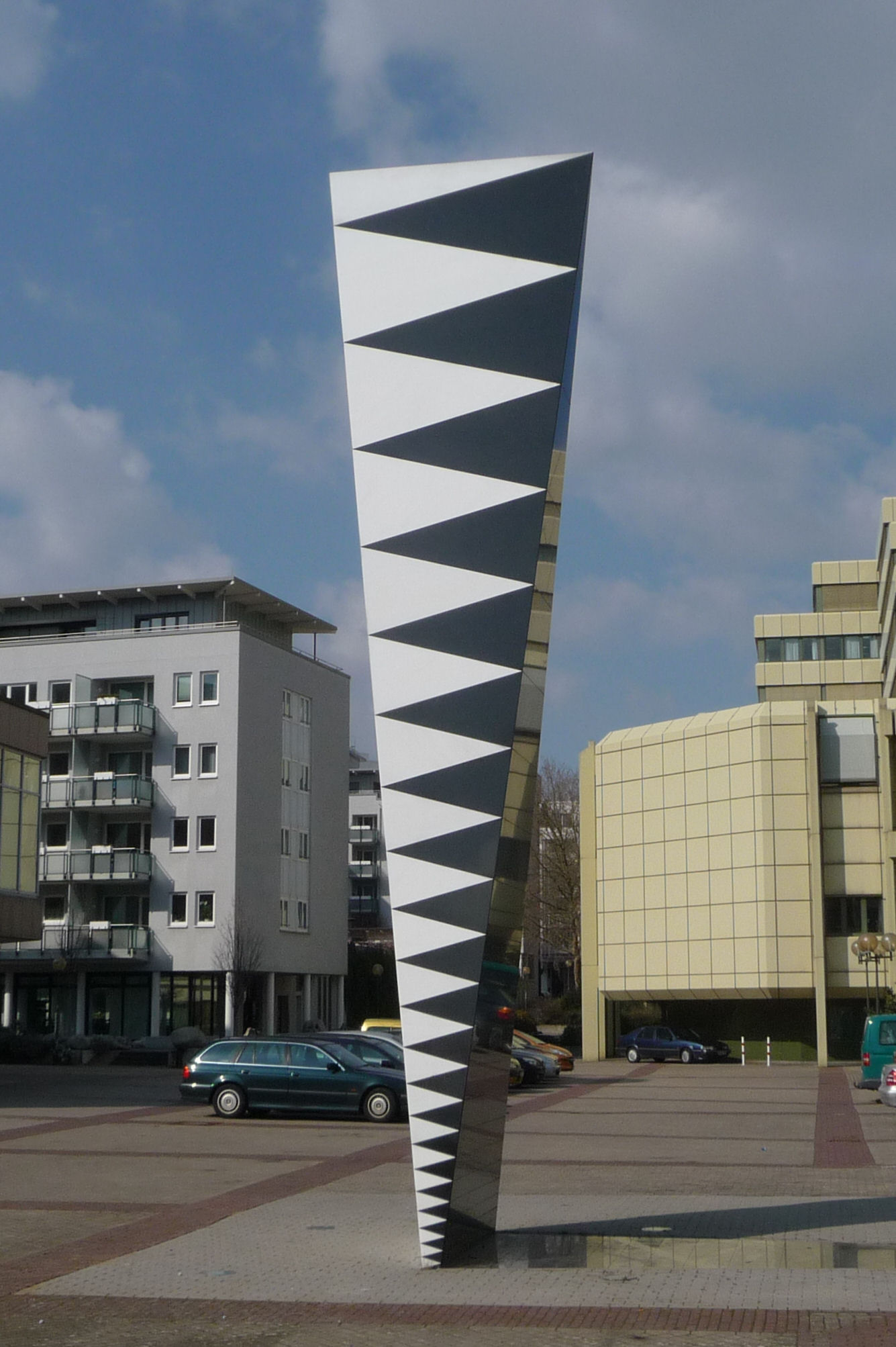
Ombralatina, opera esposta al Wilhelm Hack Museum di Ludwigshafen am Rhein

Marcello Morandini (Mantova, 15 maggio 1940) è un architetto, scultore e designer italiano.

## Biografia
Marcello Morandini nasce il 15 maggio 1940 a Mantova e si trasferisce a Varese nel 1947. Studia presso l'Accademia di belle arti di Brera a Milano e inizia a lavorare come aiuto designer per un'industria e come grafico per uno studio professionale.
Nel 1965 dieci sue opere vengono esposte in una mostra personale a Genova, e nel frattempo apre un proprio studio di grafica a Varese. Nel 1967 partecipa ad esposizioni a Milano, Francoforte, Colonia e, invitato dal critico Gillo Dorfles, a San Paolo; da allora allestirà numerose mostre personali in tutto il mondo. Durante la Biennale di Venezia, nel 1968, gli viene dedicata un'intera sala del Padiglione Italia.
Come architetto, nel 1968 progetta e fa costruire la propria casa-studio a Varese. Nel 1974 realizza il progetto di una piazza del diametro di 30 metri all'interno del centro commerciale INA di Varese. Nel 1982, attraverso una collaborazione con gli studi di architettura Mario Miraglia di Varese e Ong & Ong di Singapore, progetta il grattacielo di 38 piani Goldhill Center. Nel 1984 progetta la facciata di 220 metri della fabbrica di porcellane Thomas di Rosenthal, a Speichersdorf, e tre anni dopo collabora nuovamente con Rosenthal per il quale studia la facciata di 64 metri del nuovo edificio amministrativo di Selb e che viene commentata da Philip Rosenthal come «Questa facciata, con o senza sole, sarà sempre piena di luce». Nel 2005 progetta il piano terra della piazza Montegrappa di Varese, e nel 2007 il Das kleine Museum di Weißenstadt.
Nel 1990 progetta e realizza una scultura all'ingresso del Museum für Konkrete Kunst di Ingolstadt.
Nell'ambito del design, Morandini progetta la sedia Bine per Sawaya e Moroni, la panca Posseduta per Cleto Munari, la sedia bianca e nera Cà Pesaro 2008, il tavolo Spyder e il mobile Valentina per Abitare Baleri di Bergamo, una lampada da tavolo per Tecnodelta. Per Rosenthal progetta invece le collezioni Onda costrutta, Arcus, Movimento, Chapeau Philip, Kunstdruck Nr. 1, il mobile libreria Corner, e la scacchiera Morandini come omaggio a Philip Rosenthal.
Dal 1994 è membro della giuria del Design Center di Essen, e fino al 1997 è presidente del Museo Internazionale di Design Ceramico a Cerro, frazione di Laveno-Mombello. Morandini insegna arte e design all'Accademia estiva di Salisburgo (1995 - 1997), è visiting professor all'Ecal di Losanna (1997 - 2001), è docente all'Accademia di Brera di Milano (2003) e alla scuola superiore orologiera HEAA di La Chaux-De-Fonds. Nel 2004 viene nominato Royal Designer onorario per le Arti Ceramiche della Royal Society of Architects (RSA) di Londra.

## Stile

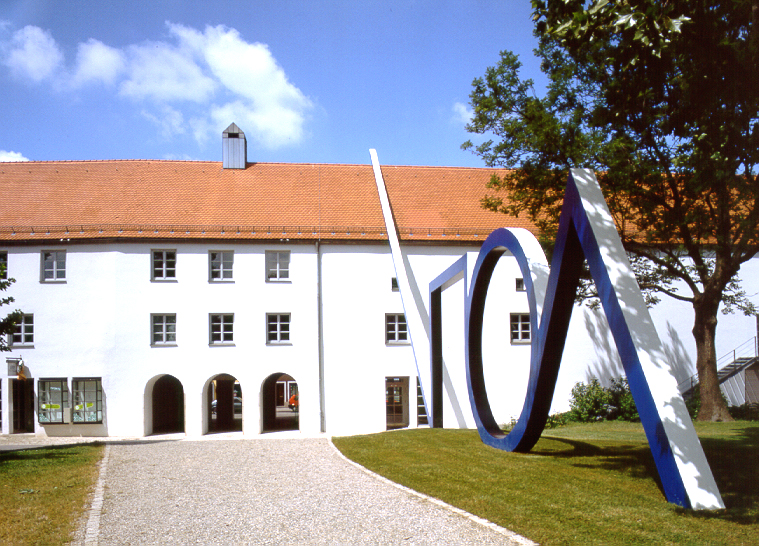
Scultura di Morandini all'ingresso del Museum für Konkrete Kunst di Ingolstadt

Per la preparazione delle sue opere, Morandini impiegava dapprima legno, e successivamente plexiglas, nella costruzione dei modellini. «Tutte le mie opere d'arte nascono sotto il segno dell'architettura e anche il settore del design in gran parte può definirsi un'architettura dell'uso quotidiano», nelle parole di Morandini; il suo stile è contraddistinto dall'uso del bianco e del nero, «colori semplici che permettono di concentrarmi sulla forma più che sull'estetica superficiale».